# Port lotniczy Makin
Port lotniczy Makin (ICAO: MTK, ICAO: NGMN) – port lotniczy położony na atolu Makin, w Kiribati.